# Aleck 64
Le Aleck 64 est un système d'arcade basé sur la Nintendo 64, compatible JAMMA destiné aux salles d'arcade, créé par la société Seta. Il a été commercialisé en 1998,.

## Description
Ce système, lancé après le succès du System SSV, reprend le hardware d'une console déjà existante, la Nintendo 64. Ayant déjà développé des jeux sur plusieurs support Nintendo, Seta va créer ce matériel en collaboration avec cette même firme. Le Aleck 64 est techniquement plus puissant que la version console, la principale différence réside dans la quantité de RAM beaucoup plus importante embarquée sur la version arcade.
C'est un matériel 64 bit, entre autres, un processeur appelé Reallity Engine basé sur la technologie RISC MIPS R4300i (dérivé du R4000). Un coprocesseur est également présent, le RCP, le RSP gère le son et une partie de la vidéo aidé par le RDP pour l'affichage. Les cartouches sont utilisées comme support pour les jeux, exactement comme pour la version console.
Pionnière dans la 3D, mais dont les limites sont bien connues maintenant, ce système (N64) va donner des jeux aux graphismes très beau, mais rien de bien marquant. Le Aleck 64 n'a connu que très peu de jeu et une durée de vie assez courte, peut-être à cause à l'arrivée du hardware PlayStation dans le monde de l'arcade, et la limitation de capacité du support cartouche.

## Spécifications techniques

### Processeurs
- Processeur : processeur Reallity Engine basé sur la technologie RISC MIPS R4300i 64 bits (version économique du R4000) cadencé à 93,75 MHz. Le R4300i supporte les jeux d'instruction 32 et 64 bits du R4000, il ne possède qu'un seul pipeline (l'ALU et la FPU se le partagent) mais son efficacité est proche d'une instruction par cycle. Le R4300i possède 8 Kio de cache de données et 16 Kio de cache d'instructions (8 Kio pour le R4000).
- Mémoire : 36 Mio Rambus DRAM (octets codés sur 9 bits, soit 144 Mib en tout, le 9e sert au contrôle de parité) cadencée à 250 MHz. La mémoire est unifiée, elle sert donc également de mémoire vidéo et de tampon sonore par exemple. L'Expansion Pack permet d'ajouter 4 Mio, pour avoir au total 8 Mio (72 Mib avec la parité), et ainsi permettre, si le jeu le supporte, de jouer en plus haute résolution avec des textures de meilleure qualité.
- Bande passante du bus mémoire réelle / efficace : 536,4 Mio/s / 476,8 Mio/s.
- Coprocesseur : RCP, cadencé à 62,5 MHz. C'est le composant le plus important, toutes les données transitent par le RCP (qui sert également de contrôleur mémoire au CPU). Il intègre 2 microprocesseurs, le RSP et le RDP. Le RSP pour le son et les graphismes (opérations matricielles, transformations géométriques et éclairage, rasterization des polygones), il gère également le back-face culling et le volume culling. Le RDP pour le rendu de la liste d'affichage créée par le RSP. Il possède une unité de texture (fillrate théorique de 62 MTexel/s), avec filtrages (trilinéaire et antialiasing) et gestion du z-buffer.

### Capacité graphique
- Résolutions : 256 × 224, 640 × 480 entrelacée.
- Polygones par seconde : 150000.
- Couleurs : 32 bits RGBA avec système de lissage. Sortie vidéo : 21 bits. Voici un récapitulatif des différents effets graphiques réalisables par la Nintendo 64.
- Z-buffer
- Anti-aliasing
- Fog
- Transparence
- Ray tracing
- Texture mapping
  - Bilinear filtering
  - MIP mapping
  - Trilinear mip-map interpolation
  - Perspective-correct texture mapping
  - Environment mapping
  - Ombrage de Gouraud
- Fillrate

### Capacité audio
- Son : stéréo en 16 bits

### Média
- Cartouches : de 4 Mio à 64 Mio (32 Mib à 512 Mib).

## Liste des jeux
| Titre                         | Développeur    | Éditeur | Système  | Genre | Date |
| ----------------------------- | -------------- | ------- | -------- | ----- | ---- |
| Donchan No Hanabi De Doon!    | Aruze / Takumi | Seta    | Aleck 64 |       | 2003 |
| Eleven Beat                   | Hudson Soft    | Seta    | Aleck 64 |       | 1998 |
| Hi Pai Paradise               | Aruze / Seta   | Seta    | Aleck 64 |       | 2003 |
| Kurukuru Fever                | Aruze / Takumi | Seta    | Aleck 64 |       | 2003 |
| Magical Tetris Challenge      | Capcom         | Seta    | Aleck 64 |       | 1998 |
| Mayjinsen 3 / Meijin-Sen      | Seta / Able    | Seta    | Aleck 64 |       | 2000 |
| Rev Limit                     | Seta           | Seta    | Aleck 64 |       |      |
| Star Soldier: Vanishing Earth | Hudson Soft    | Seta    | Aleck 64 |       | 1998 |
| Super Real Mahjong VS         | Seta           | Seta    | Aleck 64 |       | 1999 |
| Tower & Shaft                 | Aruze          | Seta    | Aleck 64 |       | 2003 |
| Variant Schwanzer             | Seta           | Seta    | Aleck 64 |       | 1999 |
| Vivid Dolls                   | Visco          | Seta    | Aleck 64 |       | 1998 |